# Wradijiwka
Wradijiwka (ukrainisch Врадіївка; russisch Врадиевка Wradijewka) ist eine Siedlung städtischen Typs in der Ukraine im Nordwesten der Oblast Mykolajiw mit etwa 8400 Einwohnern (2014) und war bis Juli 2020 der Verwaltungssitz des gleichnamigen Rajons Wradijiwka.

## Geographie

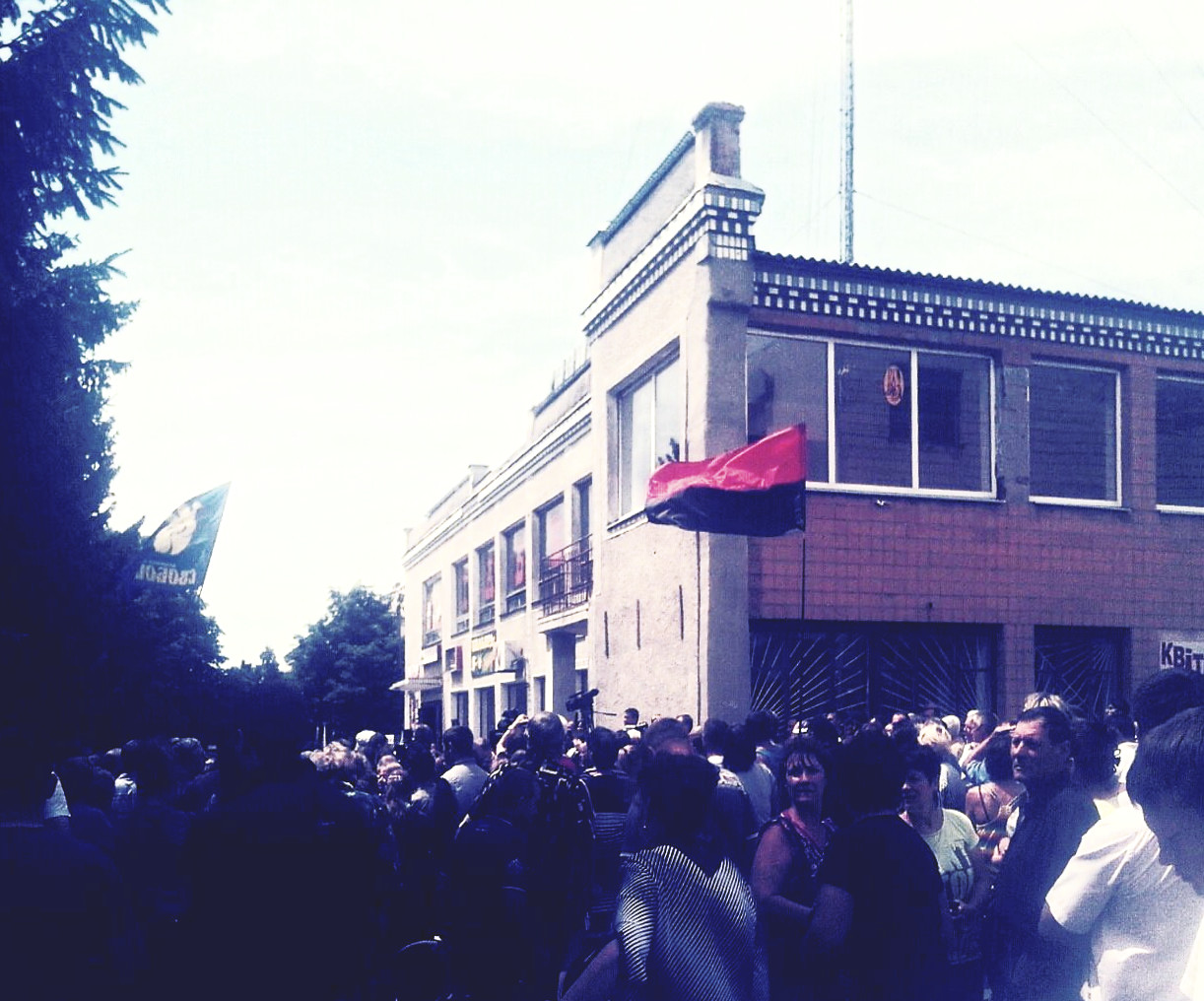
Demonstration vor der Polizeiwache der Ortschaft im Juli 2013

Wradijiwka liegt 190 km nordwestlich vom Oblastzentrum Mykolajiw an der ukrainischen Fernstraße M 13. Außerdem entspringt bei Wradijiwka die Bakschala (Бакшала), ein rechter Nebenfluss des Südlichen Bugs von 48 Kilometern Länge. Die Ortschaft besitzt einen Bahnhof an der Bahnstrecke Borschtschi–Charkiw.

## Geschichte
Das Dorf wurde um das Jahr 1791 unter dem Namen Welyka Wradijiwka (Велика Врадіївка) gegründet und trug den Namen bis 1964.
Vom 6. August 1941 bis zum 29. März 1944 war das Dorf von der Wehrmacht besetzt. Seit 1967 hat Wradijiwka den Status einer Siedlung städtischen Typs.
Im Sommer 2013 führte Polizeigewalt im Ort zu massiven Unruhen und beinahe zur Stürmung der örtlichen Polizeiwache sowie zu Demonstrationen in vielen Orten der Ukraine.

## Verwaltungsgliederung
Am 12. Juni 2020 wurde die Siedlung zum Zentrum der neugegründeten Siedlungsgemeinde Wradijiwka (ukrainisch Врадіївська селищна громада/Wradijiwska selyschtschna hromada), zu dieser zählen auch die 36 in der untenstehenden Tabelle aufgelisteten Dörfer, bis dahin bildete sie die gleichnamige Siedlungsratsgemeinde Wradijiwka (Врадіївська селищна рада/Wradijiwska selyschtschna rada) im Norden des Rajons Wradijiwka.
Am 17. Juli 2020 kam es im Zuge einer großen Rajonsreform zum Anschluss des Rajonsgebietes an den Rajon Perwomajsk.
Folgende Orte sind neben dem Hauptort Wradijiwka Teil der Gemeinde:
| Name                            | Name                    | Name                                               |
| ukrainisch transkribiert        | ukrainisch              | russisch                                           |
| ------------------------------- | ----------------------- | -------------------------------------------------- |
| Adamiwka                        | Адамівка                | Адамовка (Adamowka)                                |
| Biljajewe                       | Біляєве                 | Беляево (Beljajewo)                                |
| Bobryk                          | Бобрик                  | Бобрик (Bobrik)                                    |
| Bohemka                         | Богемка                 | Богемка (Bogemka)                                  |
| Bolharka                        | Болгарка                | Болгарка (Bolgarka)                                |
| Dobroschaniwka                  | Доброжанівка            | Доброжановка (Dobroschanowka)                      |
| Fedoriwka                       | Федорівка               | Фёдоровка (Fjodorowka)                             |
| Fylymoniwka                     | Филимонівка             | Филимоновка (Filimonowka)                          |
| Hraschdaniwka                   | Гражданівка             | Граждановка (Graschdanowka)                        |
| Iwaniwka                        | Іванівка                | Ивановка (Iwanowka)                                |
| Jossypiwka                      | Йосипівка               | Йосиповка (Jossipowka)                             |
| Jurjiwka                        | Юр’ївка                 | Юрьевка (Jurjewka)                                 |
| Kapitanka                       | Капітанка               | Капитанка                                          |
| Kowaliwka                       | Ковалівка               | Ковалевка (Kowalewka)                              |
| Krasniwka                       | Краснівка               | Красновка (Krasnowka)                              |
| Krasnopil                       | Краснопіль              | Краснополь (Krasnopol)                             |
| Kumari                          | Кумарі                  | Кумари                                             |
| Makijewe                        | Макієве                 | Макеево (Makejewo)                                 |
| Mala Wradijiwka                 | Мала Врадіївка          | Малая Врадиевка (Malaja Wradijewka)                |
| Marjaniwka                      | Мар’янівка              | Марьяновка (Marjanowka)                            |
| Mychajliwka                     | Михайлівка              | Михайловка (Michailowka)                           |
| Nowohryhoriwka                  | Новогригорівка          | Новогригоровка (Nowogrigorowka)                    |
| Nowomykolajiwske                | Новомиколаївське        | Новониколаевское (Nowonikolajewskoje)              |
| Nowomychajliwske                | Новомихайлівське        | Новомихайловское (Nowomichailowskoje)              |
| Nowooleksijiwka                 | Новоолексіївка          | Новоалексеевка (Nowoaleksejewka)                   |
| Nowopawliwka                    | Новопавлівка            | Новопавловка (Nowopawlowka)                        |
| Nowowassyliwka                  | Нововасилівка           | Нововасилевка (Nowowassilewka)                     |
| Ostrohirske                     | Острогірське            | Острогорское (Ostrogorskoje)                       |
| Pokrowske (bis 2016 Huljanyzke) | Покровське (Гуляницьке) | Покровское (Pokrowskoje)/Гуляницкое (Guljanizkoje) |
| Sachariwka                      | Захарівка               | Захаровка (Sacharowka)                             |
| Schewtschenko                   | Шевченко                | Шевченко                                           |
| Symnyzke                        | Зимницьке               | Зимницкое (Simnizkoje)                             |
| Syrowe                          | Сирове                  | Сырово (Syrowo)                                    |
| Tarassiwka                      | Тарасівка               | Тарасовка (Tarassowka)                             |
| Welykowessele                   | Великовеселе            | Великовесёлое (Welikowessjoloje)                   |
| Wesselyj Lan                    | Веселий Лан             | Весёлый Лан (Wessjoly Lan)                         |